# Kirchdorf (Aurich)
Pour les articles homonymes, voir Kirchdorf.
Kirchdorf est un quartier de la ville allemande d'Aurich.

## Géographie
Le quartier se situe au sud de la ville, voisine de la Ludwigsdorf, quartier de la commune d'Ihlow. Le canal Ems-Jade sépare Kirchdorf du centre-ville d'Aurich. Alors que la ville principale est densément peuplée au nord du canal, il n'y a que des établissements dispersés à Kirchdorf.

## Histoire
Kirchdorf est mentionné pour la première fois au Xe siècle dans un polyptyque de l'abbaye de Werden.
En 1965, sept ans avant la réforme territoriale de Basse-Saxe, les quatre communes autonomes d'alors, Extum, Haxtum, Rahe et Kirchdorf se regroupent pour former la municipalité intégrée d'Upstalsboom puis Upstalsboom intègre Aurich en juillet 1972.

## Source, notes et références
- (de) Cet article est partiellement ou en totalité issu de l’article de Wikipédia en allemand intitulé « Kirchdorf (Aurich) » (voir la liste des auteurs).